# Daniil Burkenja
Daniil Sergeevič Burkenja (in russo Даниил Серге́евич Буркеня?; tr. en.: Danil Sergeyevich Burkenya; Aşgabat, 20 luglio 1978) è un ex triplista e lunghista russo, vincitore di una medaglia di bronzo ai Giochi olimpici di Atene 2004.

## Palmarès
| Anno | Manifestazione           | Sede              | Evento         | Risultato | Prestazione | Note |
| ---- | ------------------------ | ----------------- | -------------- | --------- | ----------- | ---- |
| 1999 | Europei under 23         | Göteborg          | Salto in lungo | 7º        | 7,81 m      |      |
| 2000 | Giochi olimpici          | Sydney            | Salto in lungo | 26º (q)   | 7,79 m      |      |
| 2001 | Mondiali                 | Edmonton          | Salto in lungo | 19º (q)   | 7,63 m      |      |
| 2002 | Europei                  | Monaco di Baviera | Salto in lungo | 5º        | 7,90 m      |      |
| 2003 | Mondiali                 | Parigi            | Salto in lungo | 16º (q)   | 7,52 m      |      |
| 2004 | Giochi olimpici          | Atene             | Salto triplo   | Bronzo    | 17,48 m     |      |
| 2004 | Europei indoor           | Budapest          | Salto triplo   | 7º        | 16,62 m     |      |
| 2005 | Mondiali                 | Helsinki          | Salto triplo   | 20º (q)   | 16,35 m     |      |
| 2006 | Europei                  | Göteborg          | Salto triplo   | 6º        | 16,98 m     |      |
| 2007 | Mondiali                 | Osaka             | Salto triplo   | 23º (q)   | 16,47 m     |      |
| 2007 | Giochi Mondiali militari | Hyderabad         | Salto triplo   | Argento   | 16,84 m     |      |
| 2008 | Giochi olimpici          | Pechino           | Salto triplo   | 22º (q)   | 16,69 m     |      |
| 2008 | Europei indoor           | Valencia          | Salto triplo   | 8º        | 16,84 m     |      |

## Altre competizioni internazionali
2001
- 8º ai Goodwill Games ( Brisbane) - salto in lungo - 7,67 m

2004
- Argento allo IAAF World Athletics Final ( Fontvieille) - salto triplo - 17,20 m

2005
- 4º allo IAAF World Athletics Final ( Fontvieille) - salto triplo - 17,10 m

2006
- 5º in Coppa del mondo ( Atene) - salto triplo - 16,84 m